# Eagle Bend (Minnesota)
Eagle Bend es una ciudad ubicada en el condado de Todd en el estado estadounidense de Minnesota. En el Censo de 2010 tenía una población de 535 habitantes y una densidad poblacional de 152,78 personas por km².En el censo de 2020 había crecido un poco a 546 habitantes.

## Geografía
Eagle Bend se encuentra ubicada en las coordenadas 46°9′51″N 95°2′3″O / 46.16417, -95.03417. Según la Oficina del Censo de los Estados Unidos, Eagle Bend tiene una superficie total de 3.5 km², de la cual 3.5 km² corresponden a tierra firme y (0%) 0 km² es agua.

## Demografía
Según el censo de 2010, había 535 personas residiendo en Eagle Bend. La densidad de población era de 152,78 hab./km². De los 535 habitantes, Eagle Bend estaba compuesto por el 97.2% blancos, el 0.19% eran afroamericanos, el 0.19% eran amerindios, el 0.56% eran asiáticos, el 0% eran isleños del Pacífico, el 0.37% eran de otras razas y el 1.5% pertenecían a dos o más razas. Del total de la población el 1.31% eran hispanos o latinos de cualquier raza.